# Ptecticus nigritarsis
Ptecticus nigritarsis is een vliegensoort uit de familie van de Stratiomyidae. De wetenschappelijke naam van de soort is voor het eerst geldig gepubliceerd in 1971 door McFadden.